# Zio Paperone e il vello d'oro
Zio Paperone e il vello d'oro (The Golden Fleecing) è una storia a fumetti del 1955 con personaggi della Disney scritta e disegnata da Carl Barks. A questa storia è stato ispirato l'episodio n. 41 della serie animata DuckTales - Avventure di paperi.

## Storia editoriale
Venne pubblicata per la prima volta negli USA nel 1955 nella collana Uncle Scrooge; in Italia venne pubblicata per la prima volta nella testata Topolino l'anno successivo con il titolo "Paperino e il vello d'oro"; dagli anni ottanta, nelle edizioni successive, il titolo venne cambiato in Zio Paperone e il vello d'oro.

## Trama
La palandrana di Zio Paperone è vecchia e la vuole cambiare con una completamente d'oro. Purtroppo per si rende conto, parlando con il sarto a cui aveva chiesto di farla, che non gli sarà possibile averla perché un abito d'oro non sarebbe comodo. Ascoltando il discorso di zio Paperone nel negozio, alcune delle Arpie, che lo stanno spiando, decidono di truffarlo.
Una di loro, travestitasi da arabo, si avvicina a Paperone e gli dice che lei possiede un vello d'oro con cui si potrà davvero cucire un sofficissimo abito. 
Paperone accetta di acquistarlo e si accorda con il finto arabo che lo di pagherà in lingotti d'oro  alla consegna, che avverrà a bordo di una nave scelta per l'occasione. Giunto sulla nave insieme a Paperino, si accorge dell'inganno: infatti le Arpie travestite da arabi, dopo aver gettato i lingotti in mare, tolgono il loro travestimento rivelandosi e rapiscono i due paperi portandoli nella Colchide. Qui, Quo e Qua si dirigono in Colchide con un elicottero per salvare i loro zii.
Nel frattempo si scopre perché le arpie avevano rapito Paperone: lo vogliono utilizzare come giudice per vedere chi cucina meglio. Alla fine Paperone è costretto a assaggiare tutte le loro pietanze, dal sapore disgustoso, e alla fine dichiara vincitrice l'arpia che gli aveva promesso in caso di vittoria di liberarlo e a dirgli dov'è il vello d'oro. Tuttavia dopo aver liberato Paperone e Paperino si pente e fa in modo che le altre arpie scoprano che sono fuggiti.
Inizia una lotta tra Paperino, Paperone e le arpie che verrà vinta dai paperi grazie al provvidenziale arrivo di Qui, Quo e Qua. I paperi si dirigono verso il luogo dove è custodito il vello d'oro ma purtroppo il drago che lo custodisce è stato svegliato dal trambusto. Alla fine i paperi riescono a cavarsela addormentando il drago mettendogli il vello d'oro negli occhi. Usciti indenni dalla Colchide con il vello d'oro, Paperone va a farsi l'abito d'oro ma subito ritorna alla sua vecchia palandrana perché l'abito d'oro non gli tiene caldo ed e troppo rigida.

## Censura
Parlando di come la sua libertà fosse limitata dalla continua imposizione di argomenti tabù, Barks racconta, riguardo alla storia in oggetto, di aver dovuto modificare il nome delle arpie in Larkies (che significa mattacchione) perché 
(Carl Barks, lettera indirizzata a Ronald O. Burnett, 13 dicembre 1960)
Barks ha dichiarato anche di averne dovuto ridisegnare due vignette perché 
(Carl Barks, note per The Carl Barks Library, 4 luglio 1984)
In un'altra occasione, menzionata in un articolo del 1975 di Kim Weston, Barks aggiunge che per modificare le due vignette ha dovuto ridisegnare addirittura due tavole.

## Traduzione
Una traduzione letterale, viste le diverse culture culinarie, avrebbe rischiato di far perdere la forte carica evocativa dei disgustosi piatti sottoposti al giudizio dell'assaggiatore Paperon de Paperoni.
È forse questo il motivo, oltre agli evidenti errori, della notevole differenza tra gli ingredienti della versione originale del racconto e quelli della versione italiana.
- italiano: marmellata d'intestini di rospo - originale: Toadstool Marmalade (marmellata di amanita muscaria). Toadstool, che letteralmente significa sgabello del rospo, è il nome con cui gli anglofoni chiamano l'amanita muscaria, fungo allucinogeno conosciuto in Italia come ovolaccio, ovolo malefico, tignosa moscaria, cocco matto, ecc. L'errata traduzione in intestini probabilmente deriva dal fatto che stool è il nome sia dello sgabello che delle feci umane (forse per medesima posizione seduta).
- ital.: budella di lucertola in salsa di sambuco - orig.: Curried Rhubarb Pulp with Curdled Milkweed Sauce (polpa di rabarbaro al curry con salsa coagulata di asclepia). Per quanto riguarda l'attinenza tra rabarbaro e lucertola, l'unico remoto collegamento ipotizzabile è che il rabarbaro è letale per molti sauri quali la lucertola, l'iguana e il drago barbuto. L'asclepia è una pianta Californiana che contiene un lattice gommoso ricco di glicosidi potenzialmente tossici, detta fior di farfalla perché le famose farfalle Monarca si nutrono del suo nettare.
- ital.: decotto di cavoli marci - orig: Sulphured Sauerbraten with Vinegar Gravy (sauerbraten solforato con salsa all'aceto). Il riferimento ai cavoli forse si deve al fatto che il sauerbraten (brasato di carne di cavallo o di cervo marinata, piatto tradizionale tedesco) viene spesso servito accompagnato da cavolo rosso o forse, più realisticamente, perché in Italia sono più conosciuti i crauti (sauercraut).
- ital: biscotti di semi di lino - orig: Birdseed Biscuits (biscotti di becchime per uccelli).
- ital: insalata di girasoli all'olio di fegato di merluzzo - orig: Tossed Tumbleweed Salad with Cod Liver Oil Dressing (insalata rimescolata di rotolacampo con condimento all'olio di fegato di merluzzo). I rotolacampi sono quelle formazioni vegetali che si staccano dalle loro radici e si fanno rotolare sospinte dal vento, che fanno parte della iconografia western. La salsola è la più comune pianta a formare thumbleweeds. È ipotizzabile che traduttori abbiano pensato ai semi di girasole perché, al pari dei semi della salsola, sono uno degli ingredienti tradizionali della cucina statunitense del sud. È invece probabile che per l'insalata Barks avesse pensato non ai semi ma ai germogli di tumbleweed, anch'essi commestibili. I germogli della salsola soda sono conosciuti in Italia come agretti o barba di frate.
- ital: sformato di assafetida - orig: Parsnip Pudding (poddingo di pastinaca). La pastinaca è una pianta delle ombrellifere che produce un grosso fittone. Questo ortaggio, usato anche in alcune ricette regionali italiane, difficilmente può essere confuso con l'assafetida, gommoresina dal forte odore agliaceo ricavata dalla ferula assa-foetida. Si può pensare che i traduttori abbiano confuso la pastinaca sativa, che fornisce l'acidula e bianca carota odiata da Paperone, con la pastinaca opoponax, pianta della stessa famiglia da cui si ricava un'altra gommoresina dall'odore intenso, usata anticamente come elemento fetido nella composizione della teriaca e attualmente presente nella composizione di alcuni profumi come ad esempio il famoso Opium di Yves Saint Laurent: l'opoponaco. Essendo l'opoponaco conosciuto a pochi addetti ai lavori, è plausibile che i traduttori abbiano quindi optato per una resina simile ma allora più nota: la puzzolente assafetida[4]